# Théo Gravouil
Théo Gravouil (* 30. Juli 1998) ist eine ehemalige französische Tennisspielerin.

## Karriere
Gravouil spielte vorrangig Turniere der ITF Women’s World Tennis Tour, wo sie zwei Titel im Einzel gewonnen hat.
2011 und 2012 trat sie bei den Les Petits As an.
2013 erhielt sie eine Wildcard für das Hauptfeld im Juniorinneneinzel der French Open, wo sie aber bereits in der ersten Runde gegen Beatriz Haddad Maia mit 1:6 und 2:6 verlor. Im Juniorinnendoppel erhielt sie zusammen mit Partnerin Océane Dodin ebenfalls eine Wildcard, die beiden verloren aber auch hier ihr Auftaktmatch gegen Adrijana Lekaj und Viktoriya Lushkova mit 2:6 und 2:6.
2015 erhielt sie zusammen mit Partnerin Fiona Condino eine Wildcard für das Hauptfeld im Damendoppel der Engie Open de Biarritz. Die beiden verloren ihr Auftaktmatch gegen Amandine Cazeaux und Jessika Ponchet mit 1:6 und 2:6. Bei den L’Open Emeraude Solaire de Saint-Malo erhielt sie abermals eine Wildcard für das Hauptfeld im Dameneinzel, verlor aber ihr erstes Match gegen Petra Cetkovská mit 2:6 und 4:6.
2016 qualifizierte sie sich bei den Open Engie de Touraine für das Hauptfeld im Dameneinzel, verlor aber ihr erstes Spiel gegen Wera Lapko mit 3:6 und 2:6. 2019 konnte sie sich nochmals für ein Hauptfeld eines ITF-Turniers qualifizieren. Sie verlor aber bei den Engie Open Loire Atlantique ebenfalls bereits in der ersten Runde gegen Cristina Bucșa mit 4:6 und 4:6.

## Turniersiege

### Einzel
| Nr. | Datum        | Turnier             | Kategorie | Belag     | Finalgegnerin             | Ergebnis  |
| --- | ------------ | ------------------- | --------- | --------- | ------------------------- | --------- |
| 1.  | 22. Mai 2016 | Scharm asch-Schaich | ITF W10   | Hartplatz | Sri Vaishnavi Peddi Reddy | 7:65, 6:4 |
| 2.  | 29. Mai 2016 | Scharm asch-Schaich | ITF W10   | Hartplatz | Ola Abou Zekry            | 6:1, 6:3  |